# کیلر (سراوان)
کیلر، روستایی در دهستان گشت بخش مرکزی شهرستان سراوان در استان سیستان و بلوچستان ایران است.

## جمعیت
بر پایه سرشماری عمومی نفوس و مسکن در سال ۱۳۹۵، جمعیت این روستا برابر با ۹۳ نفر (۲۶ خانوار) بوده‌است.